# Grigore Ionescu (operator de film)
Grigore (Gore) Ionescu (n. 3 ianuarie 1926, București – d. 14 octombrie 1978) a fost un operator și director de imagine de film român. A semnat imaginea pentru filme de referință ale cinematografiei românești precum Erupția (1957), Valurile Dunării (1960), De-aș fi... Harap Alb (1965), Serbările galante (1966), Faust XX (1966), Comedie fantastică (1975) și Povestea dragostei (1977). El a colaborat în principal cu regizorul Ion Popescu-Gopo.

## Biografie
S-a născut la 3 ianuarie 1926, în București. A urmat trei ani de studii la Facultate de Fizică-Chimie, fiind angajat în 1949 la „Romfilm”. A colaborat ca operator de sunet la primul film făcut în epoca comunistă, Răsună valea al lui Paul Călinescu. Lucrează apoi ca asistent de operator la filmul În sat la noi (1951) al lui Jean Georgescu și Victor Iliu, director de imagine fiind Wilfried Ott. În anul 1951 devine asistent la catedra de măiestrie a operatorului de la Institutul de Artă Teatrală și Cinematografică „I.L. Caragiale” din București, predând acolo timp de cinci ani. A filmat în 1953 Festivalul mondial al Tineretului, desfășurat la București.
Lucrează ca operator secund, alături de Ovidiu Gologan, la filmul în două serii Nepoții gornistului (1953-1954) și la scurtmetrajele Cu Marincea e ceva și Gelozia bat-o vina. Începând din anul 1958 a lucrat ca operator-șef, debutând la filmul Erupția (1957) al lui Liviu Ciulei. În paralel a lucrat la filme documentare și jurnale de actualități. Grigore Ionescu a realizat, singur sau în colaborare, imaginea mai multor filme regizate de Ion Popescu-Gopo, devenind unul dintre operatorii predilecți ai acestuia: De-aș fi... Harap Alb (1965), Faust XX (1966), Comedie fantastică (1975) și Povestea dragostei (1977).
În perioada septembrie 1967 - martie 1969, Gore Ionescu a urmat cursuri de specializare în Italia și Franța. În 1968 a fost regizor și operator al filmului documentar Delta Dunării, distis cu premiul „Tourclub” din Cehoslovacia. De asemenea, a lucrat cu Gopo la filmul documentar „Abuzomania”. Pentru o perioadă nu a mai lucrat la lungmetraje de ficțiune, revenind abia în octombrie 1973 cu filmul Despre o anumite fericire.
Grigore Ionescu a realizat în cursul carierei sale (îndeosebi după 1966) ca scenarist, operator și regizor o serie de filme utilitare și publicitare. Dintre aceste scurtmetraje sunt de menționat următoarele: Cu automobilul în România  (1967), Delta Dunării (1968), Profilaxia gripei (1969), Obezitate (1970), E harnic cine muncește, dar și mai harnic cel ce economisește (1971), Prieten (1971), Un fluture pe lampă (1972), Înainte de accident (1974), Inamicul invizibil (1977), Județul Neamț (1978) etc.
A murit în noaptea de 14 octombrie 1978, la vârsta de 52 ani, în urma unui accident de mașină. Microbuzul care transporta șase oameni care reveneau acasă după zile grele de filmare s-a zdrobit pe autostrada București-Pitești de spatele unui camion. Toți cei șase oameni din microbuz au murit; printre ei se aflau regizorul Cezar Grigoriu și operatorul Gore Ionescu. Necrologul său din revista Cinema a fost scris de regizorul Ion Popescu-Gopo și avea titlul „Gore”; regizorul scria despre Grigore Ionescu că a fost „modelul unui cineast scormonitor în tehnica viitorului cinematografiei, a realizat primele probe de actori pe peliculă magnetică, scria materiale pentru extinderea folosirii casetelor magnetice (...)”. În același număr, prozatorul Nicolae Velea a scris și el un articol emoționant intitulat Condeiul mi se apleacă....
În studiul „Românul s-a născut poet dar și operator” publicat în Magazinul estival „Cinema” (1983), Constantin Pivniceru îl considera pe Gore Ionescu un profesionist impecabil, nedreptățit de tehnica inferioară din epocă și de peliculele de slabă calitate cu care era nevoit să lucreze. Criticul de film Călin Căliman, care i-a dedicat un capitol în volumul „Cinci artiști ai imaginii cinematografice” (Ed. Reu Studio, București, 2009), îl considera „pictorul peisajelor sufletești” , a cărui creație a fost caracterizată de „erupții și valuri de culoare, de ritm, de mișcare, pregnanțe vizuale, impuse cu același simț al echilibrului”.

## Filmografie

### Operator de sunet
- Răsună valea

### Operator de imagine
- În sat la noi (1951) - asistent de operator
- Nepoții gornistului (două serii, 1953-1954) - operator secund
- Cu Marincea e ceva - operator secund
- Gelozia bat-o vina - operator secund
- Pe răspunderea mea (1956) - operator secund
- Erupția (1957)
- Valurile Dunării (1960)
- Soldați fără uniformă (1961)
- Cerul n-are gratii (1963)
- La vârsta dragostei (1963)
- Politică cu... delicatese (sm, 1964)
- De-aș fi... Harap Alb (1965)
- Serbările galante (1966) - împreună cu Alexandru David, Daniel Diot și Christian Matras
- Faust XX (1966) - împreună cu Ștefan Horvath
- Delta Dunării (1968)
- Mirii anului II (1977) - împreună cu Claude Renoir și Jean Chiabaut
- Despre o anumite fericire (1973) - împreună cu Ștefan Horvath
- Comedie fantastică (1975) - împreună cu Ștefan Horvath
- Povestea dragostei (1977) - împreună cu Ștefan Horvath